# 1992年アルベールビルオリンピックのノルウェー選手団
1992年アルベールビルオリンピックのノルウェー選手団（1992ねんアルベールビルオリンピックのノルウェーせんしゅだん）は、1992年2月8日から2月23日までフランスのサヴォワ県アルベールヴィルで開催された1992年アルベールビルオリンピックのノルウェー選手団、およびその競技結果。

## 概要
今大会は金メダル9個、銀メダル6個、銅メダル5個の計20個のメダルを獲得した。金メダル数は過去最多、合計20個のメダルも過去最多となった。
クロスカントリースキーではビョルン・ダーリが男子25km複合、男子50kmフリー、男子4×10kmリレーで金メダルを獲得し3冠を達成した。

## メダル
| メダル | 選手名                                                                                            | 競技                   | 種目               |
| ------ | ------------------------------------------------------------------------------------------------- | ---------------------- | ------------------ |
| 金     | チェーティル・アンドレ・オーモット                                                                | アルペンスキー         | 男子スーパー大回転 |
| 金     | フィン・クリスチャン・ヤッゲ                                                                      | アルペンスキー         | 男子回転           |
| 金     | ベガール・ウルバン                                                                                | クロスカントリースキー | 男子10kmクラシカル |
| 金     | ビョルン・ダーリ                                                                                  | クロスカントリースキー | 男子25km複合       |
| 金     | ベガール・ウルバン                                                                                | クロスカントリースキー | 男子30kmクラシカル |
| 金     | ビョルン・ダーリ                                                                                  | クロスカントリースキー | 男子50kmフリー     |
| 金     | テリエ・ラングリ ベガール・ウルバン クリスティン・シェルダル ビョルン・ダーリ                     | クロスカントリースキー | 男子4×10kmリレー   |
| 金     | ヨハン・オラフ・コス                                                                              | スピードスケート       | 男子1500m          |
| 金     | ゲイル・カールスタート                                                                            | スピードスケート       | 男子5000m          |
| 銀     | ベガール・ウルバン                                                                                | クロスカントリースキー | 男子25km複合       |
| 銀     | ビョルン・ダーリ                                                                                  | クロスカントリースキー | 男子30kmクラシカル |
| 銀     | ソルヴァイク・ペデルセン インゲル＝ヘレネ・ニブローテン トルーデ・ディベンダール エリン・ニルセン | クロスカントリースキー | 女子4×5kmリレー    |
| 銀     | クヌート・トーレ・アペラン フレッド・ボーレ・ルンベルク トロント＝アイナル・エルデン              | ノルディック複合       | 男子団体           |
| 銀     | オドネ・センデロール                                                                              | スピードスケート       | 男子1500m          |
| 銀     | ヨハン・オラフ・コス                                                                              | スピードスケート       | 男子10000m         |
| 銅     | ヤン・アイナル・トールセン                                                                        | アルペンスキー         | 男子スーパー大回転 |
| 銅     | チェーティル・アンドレ・オーモット                                                                | アルペンスキー         | 男子大回転         |
| 銅     | テリエ・ラングリ                                                                                  | クロスカントリースキー | 男子30kmクラシカル |
| 銅     | スタイン・リセ・ハッテスタット                                                                    | フリースタイルスキー   | 女子モーグル       |
| 銅     | ゲイル・カールスタート                                                                            | スピードスケート       | 男子10000m         |